# Tropidonophis parkeri
Tropidonophis parkeri — вид змій родини полозових (Colubridae). Ендемік Папуа Нової Гвінеї. Вид названий на честь австралійського герпетолога Фредеріка Стенлі Паркера.

## Поширення і екологія
Tropidonophis parkeri мешкають на сході Нової Гвінеї, в долинах гірських річок на південних схилах Центрального хребта. Зустрічаються на висоті від 1070 до 2130 м над рівнем моря. Живляться амфібіями, зокрема з родів Rana, Xenorhina і Choerophryne.